# Scapania aequiloba
Scapania aequiloba ist eine Lebermoosart der Ordnung Lophoziales. 

## Merkmale
Die Pflanzen bilden grüne bis braungrüne Rasen. Die Blätter sind bis zur Hälfte in fast gleich große Blattlappen geteilt. Sie sind zugespitzt und stehen sparrig vom Stämmchen ab. Die Oberlappen sind oval, gezähnt oder ganzrandig und greifen über das Stämmchen über. Die Unterlappen sind entfernt gezähnt. Ein bis zwei Zellreihen am Blattrand haben stark verdickte Zellwände. In der Blattmitte sind die Zellen 14 bis 15 × 18 bis 20 Mikrometer groß. Die Cuticula ist dicht mit wasserhellen Papillen besetzt. Die Ölkörper sind groß. Brutkörper kommen vor. 
Die Art ist nur schwer von Scapania aspera zu unterscheiden.

## Verbreitung und Standorte
Die Art hat eine alpine Verbreitung und kommt in Europa und der Türkei vor. Sie wächst an kalkhaltigen Felsen und auf kalkhaltiger Erde. In Deutschland ist sie in den Kalkalpen häufig, in den übrigen Kalkbergen tritt sie vereinzelt auf.

## Belege
- Jan-Peter Frahm, Wolfgang Frey, J. Döring: Moosflora. 4., neu bearbeitete und erweiterte Auflage (UTB für Wissenschaft, Band 1250). Ulmer, Stuttgart 2004, ISBN 3-8001-2772-5 (Ulmer) & ISBN 3-8252-1250-5 (UTB).